# Revolta dos Marechais

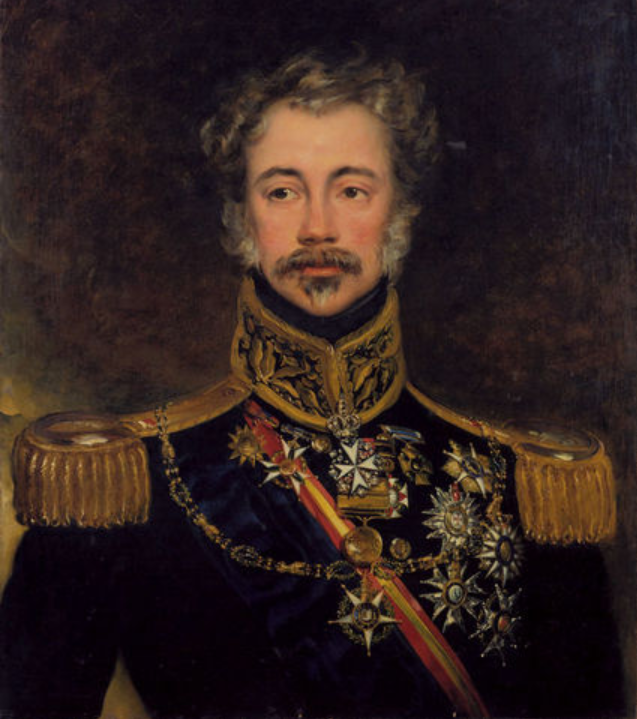
O marechal Saldanha, um golpista inveterado.

Revolta dos Marechais é a designação dada na historiografia portuguesa à sublevação militar fracassada, de inspiração cartista contra o setembrismo, encabeçada pelos marechais António José Severim de Noronha, 1.º duque da Terceira, e João Carlos Oliveira e Daun, 1.º duque de Saldanha. A revolta desencadeou-se na vila da Barca a 12 de Julho de 1837 com a sublevação das forças sob o comando do coronel José de Vasconcelos Bandeira de Lemos, 1.º barão de Leiria, e apenas foi, a muito custo, sufocada a 18 de Setembro de 1837. A revolta termina oficialmente com a Convenção de Chaves, assinada a 20 de Setembro de 1837.

## Cronologia dos acontecimentos
A 14 de Julho de 1837 são suspensas, por lei, as garantias por 30 dias. A suspensão foi prorrogada em 13 de Agosto e 13 de Setembro, apenas se regressando à normalidade, face à convenção de Chaves, a 7 de Outubro. As garantias continuam, contudo, suspensas no Algarve.